# Warszawa (Porcupine Tree)
Warszawa è il quarto album dal vivo del gruppo musicale britannico Porcupine Tree, pubblicato nel febbraio 2004 dalla Transmission Recordings.

## Descrizione
Distribuito in edizione limitata esclusivamente presso il negozio online del gruppo, contiene la registrazione del concerto tenuto il 6 aprile 2001 per conto dell'emittente radiofonica polacca Radio Programme III. Per ragioni di spazio il brano Tinto Brass è stato omesso dalla lista tracce del disco, venendo incluso soltanto nel 2020 con la riedizione digitale dell'album distribuita su Bandcamp.

## Tracce
Testi e musiche di Steven Wilson, eccetto dove indicato.
CD
1. Even Less – 7:36
2. Slave Called Shiver – 5:08
3. Shesmovedon – 5:21
4. Last Chance to Evacuate Planet Earth... – 5:01
5. Lightbulb Sun – 5:59
6. Russia on Ice – 12:26 (Richard Barbieri, Colin Edwin, Chris Maitland, Steven Wilson)
7. Where We Would Be – 3:40
8. Hatesong – 8:36 (Colin Edwin, Steven Wilson)
9. Stop Swimming – 7:08
10. Voyage 34 – 12:37 (Steven Wilson, Hugh Banton, David Jackson, Lisa Gerrard, Brendan Perry)
11. Signify – 5:40

Riedizione digitale del 2020
1. Even Less – 7:36
2. Slave Called Shiver – 5:08
3. Shesmovedon – 5:59
4. Last Chance to Evacuate Planet Earth.... – 5:02
5. Russia on Ice – 12:26 (Richard Barbieri, Colin Edwin, Chris Maitland, Steven Wilson)
6. Where We Would Be – 4:05
7. Hatesong – 9:06 (Colin Edwin, Steven Wilson)
8. Stop Swimming – 6:43
9. Tinto Brass – 9:05
10. Voyage 34 – 12:41 (Steven Wilson, Hugh Banton, David Jackson, Lisa Gerrard, Brendan Perry)
11. Signify – 5:43
12. Lightbulb Sun – 6:07

## Formazione
- Richard Barbieri – tastiera, arrangiamento
- Colin Edwin – basso, arrangiamento
- Chris Maitland – batteria, percussioni, cori, arrangiamento
- Steven Wilson – chitarra, voce, arrangiamento